# 136
Secole: Secolul I - Secolul al II-lea - Secolul al III-lea
Decenii: Anii 80 Anii 90 Anii 100 Anii 110 Anii 120 - Anii 130 - Anii 140 Anii 150 Anii 160 Anii 170 Anii 180
Ani: 131 | 132 | 133 | 134 | 135 | 136 | 137 | 138 | 139 | 140 | 141

## Decese
- dată necunoscută: Vibia Sabina  (n. 86)
- dată necunoscută: Elefterie al Bizanțului  (n. ?)